# Шкуратов Юрій Григорович
Юрій Григорович Шкуратов — український астроном, фахівець з теорії розсіювання світла планетними поверхнями. Член-кореспондент НАН України (2012), лауреат Державної премії УРСР в галузі науки і техніки (1986). Директор НДІ астрономії Харківського національного університету (2004—2014), завідувач кафедри астрономії та космічної інформатики Харківського національного університету (з 2012).

## Життєпис
Народився 23 вересня 1952 року у місті Станіслав (теперішній Івано-Франківськ). У 1975 році закінчив фізичний факультет Харківського державного університету ім. А. М. Горького за спеціальністю «Фізика».
З 1975 року працює в НДІ астрономії Харківського національного університету молодшим науковим співробітником, з 1979 — старшим науковим співробітником. В 1980 захистив дисертацію кандидата наук «Деякі оптичні характеристики Місяця: спостереження та інтерпретація». В 1987—1990 за сумісництвом був головою лабораторії Інституту геохімії й аналітичної хімії імені В. І. Вернадського. В 1993 захистив дисертацію доктора наук за темою «Зворотне розсіювання неполяризованого світла випадково-неоднорідними поверхнями». В 1993—2002 завідував відділом дистанційного зондування планет НДІ астрономії ХНУ, а в 2004—2014 був директором НДІ астрономії.
З 2002 року — професор кафедри астрономії фізичного факультету, а з 2012 — завідувач кафедри астрономії та космічної інформатики.

### Праці
Шкуратов зробив визначальний внесок в теорію розсіювання світла реголітом, зокрема створив теорію когерентного підсилення під час зворотного розсіяння.
Провів дослідження Місяця за даними космічних апаратів «Галілео», «Клементина», «Лунар Проспектор». Працював у науковій групі з обробки поляриметричних спостережень Марса космічним телескопом «Габбл» і у групі з аналізу даних європейського космічного проєкту з дослідження Місяця «Smart-1». Займався розробкою нереалізованої української наукової місії до Місяця.
Член редакційних колегій журналів «Journal of Quantitative Spectroscopy and Radiative Transfer» і «Кінематика та фізика небесних тіл». Член вчених рад ГАО, РІАН, ХНУ. Член робочої групи Міжнародного астрономічного союзу з номенклатури Місяця.

## Відзнаки
- Державна премія УРСР в галузі науки і техніки (1986)
- Медаль ВДНГ СРСР
- Премія Національної академії наук України (1997)
- Премія Російської академії наук (2000)[1]
- На честь науковця названо астероїд 12234 Шкуратов[4]
- Орден «За заслуги» III ступеня (2020 рік).
- Відзнака «За служіння Каразінському університету»[5].

## Публікації

### Книги
- Шкуратов Ю. Г. Луна далёкая и близкая. — Харьков : ХНУ им. В. Н. Каразина, 2006. — 184 с. — 300 прим.
- Шкуратов Ю. Г. Хождение в науку. — Харьков : ХНУ им. В. Н. Каразина, 2013. — 276 с. — 500 прим.

### Найбільш цитовані статті
- Shkuratov Yu., Starukhina L., Hoffmann H., Arnold G. A Model of Spectral Albedo of Particulate Surfaces: Implications for Optical Properties of the Moon // Icarus. — 1999. — Vol. 137 (24 March). — P. 235-246. Архівовано з джерела 15 лютого 2020.
- Shkuratov Yu., Ovcharenko A., Zubko E., Miloslavskaya O., Muinonen K., Piironen J., Nelson R., Smythe W., Rosenbush V., Helfenstein P. The opposition effect an negative polarization of structural analogs for planetary regoliths // Icarus. — 2002. — Vol. 159 (24 March). — P. 396-416.
- Shkuratov Yu., Bondarenko N. V. Regolith Layer Thickness Mapping of the Moon by Radar and Optical Data // Icarus. — 2001. — Vol. 149 (24 March). — P. 329-338. Архівовано з джерела 27 лютого 2020.